# Tokamak COMPASS

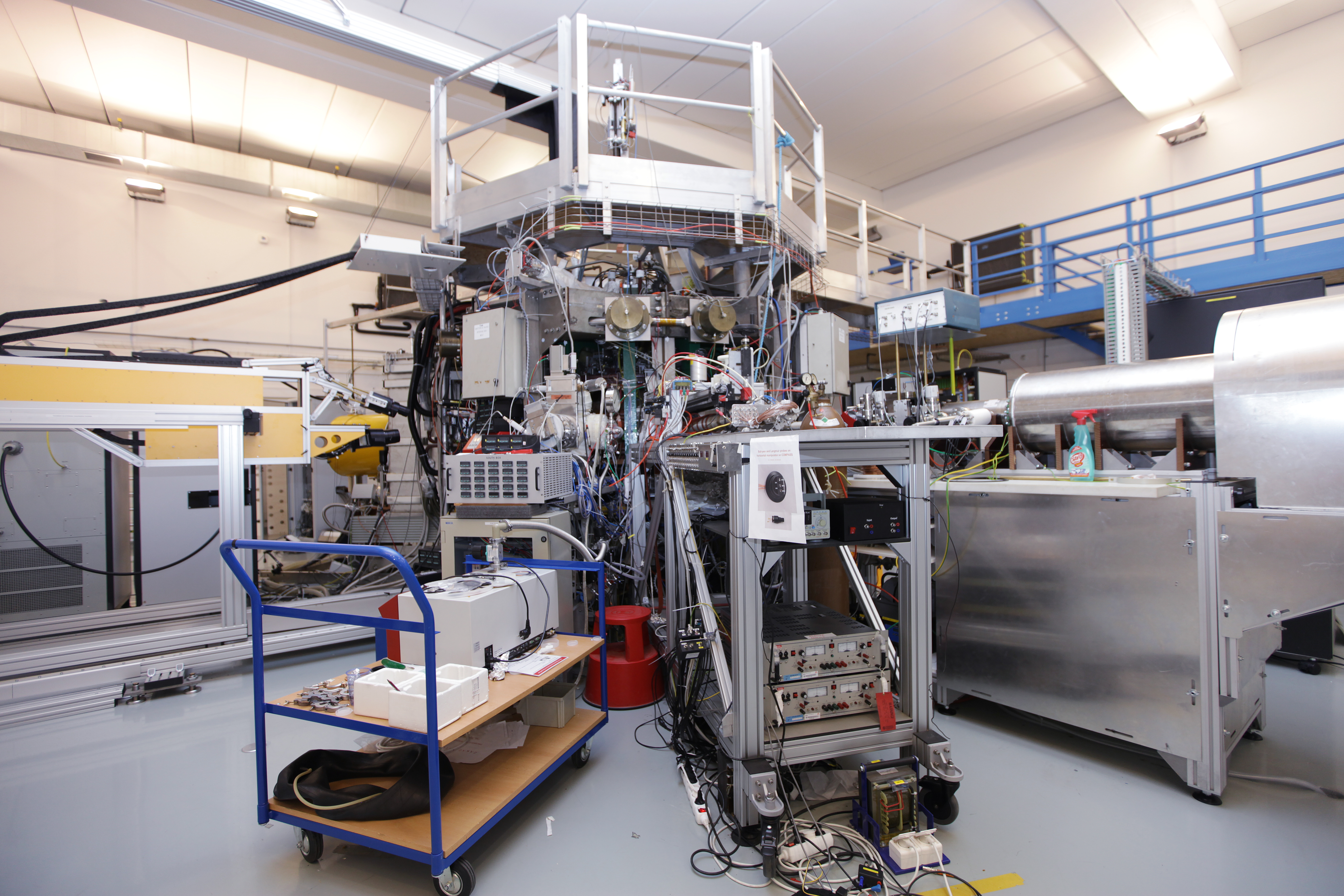
Tokamak COMPASS

Tokamak COMPASS je tokamak (magnetická nádoba pro uchovávání vysokoteplotního plazmatu), který od roku 2008 provozuje Ústav fyziky plazmatu Akademie věd České republiky. Tokamak COMPASS je zatím (rok 2018) největším zařízením toho druhu v České republice. Jedná se o experimentální zařízení pro výzkum termonukleární fúze, které je referenčním zařízením pro aktuálně budovaný tokamak ITER. Rozměrově Tokamak COMPASS pracuje s jednou desetinou velikosti plazmatu, než zmíněný ITER.

## Historie
Nejprve Ústav fyziky plazmatu Akademie věd České republiky provozoval od roku 1977 tokamak Tokamak TM-1 MH (CASTOR), který tam byl přemístěn z Ústavu atomové energie I. V. Kurčatova v Moskvě. Tokamak COMPASS byl navržen v 90. letech a poté i provozován v UKAEA Culham ve Velké Británii. Do Ústavu fyziky plazmatu byl přemístěn v roce 2007 a od roku 2012 je plně vědecky využíván. Provoz tokamaku COMPASS byl ukončen v roce 2021; v současnosti (2024) probíhá výstavba nového tokamaku COMPASS Upgrade.

## Tokamaky ve světě
Za mezinárodní spolupráce je od roku 2007 ve výstavbě zatím největší tokamak ITER ve francouzském městě Cadarache, který bude sloužit pro ověřování technologií, které by jednou měly umožnit komerční využití termonukleární fúze.